# Base de la Tranquillité
Cet article concerne la base lunaire. Pour le groupe de trance surnommé Tranquility Base, voir Above and Beyond.

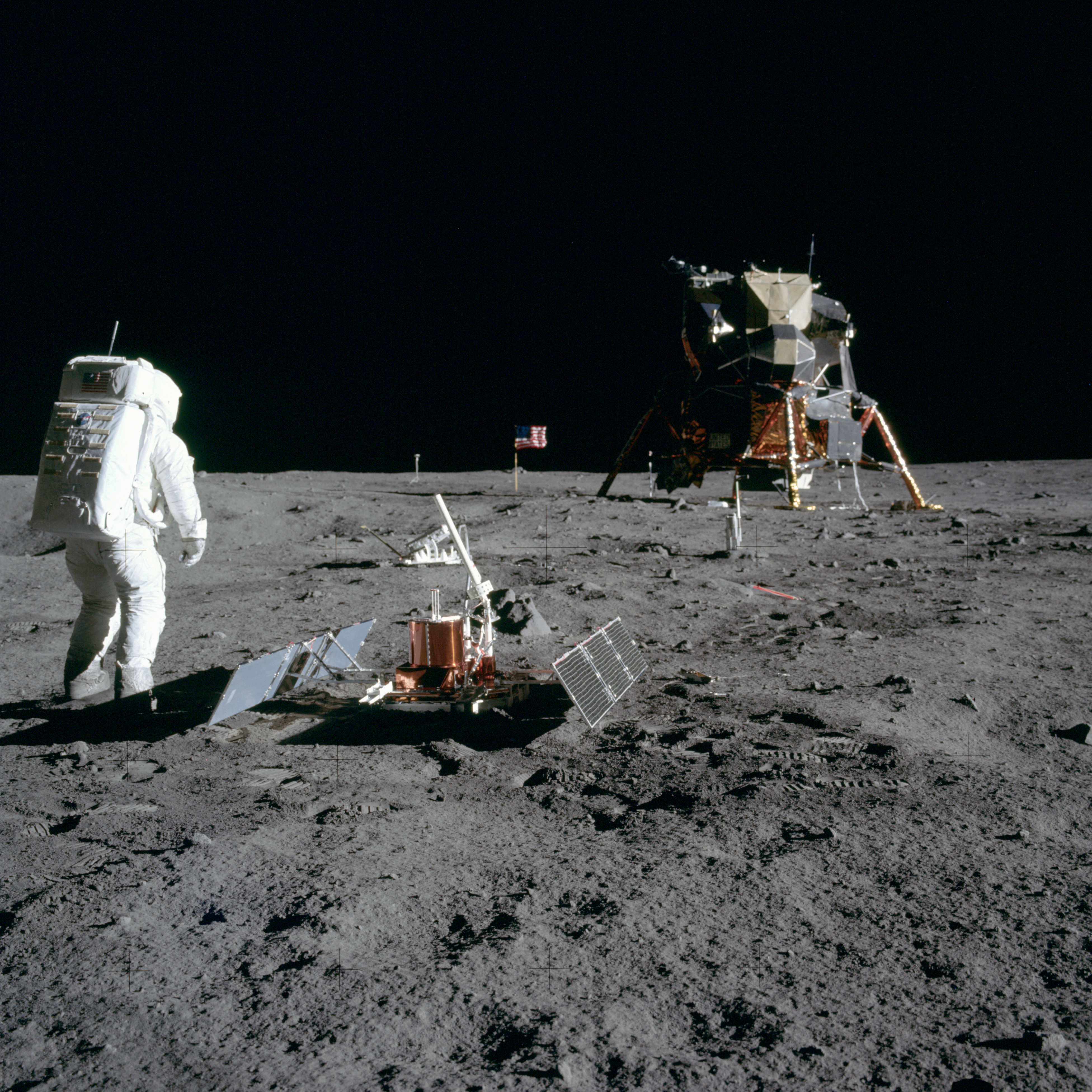
L'astronaute Buzz Aldrin à côté du module lunaire Apollo Eagle à la base de la Tranquillité ; photo prise par Neil Armstrong.

La base de la Tranquillité (en latin Statio Tranquillitatis, en anglais Tranquility Base) est le site lunaire où, en 1969, l'homme a atterri et a marché sur un autre corps céleste pour la première fois. Le 20 juillet 1969, les membres d'équipage d'Apollo 11, Neil Armstrong et Buzz Aldrin, posent leur module lunaire Apollo baptisé Eagle à 20 h 17 min 40 s UTC. Six heures plus tard, les deux astronautes quittent le vaisseau et passent 2 heures et 31 minutes sur la surface lunaire, l'examinant et la photographiant, mettant en place des expériences scientifiques et collectant 21,5 kg d'échantillons de poussières et de roche pour le retour sur Terre. Ils quittent le sol le 21 juillet à 17:54 UTC. La base de la Tranquillité n'a pas été visitée depuis.
Ses coordonnées lunaires sont 00°41'15"N 23°26'00"E, dans le coin sud-ouest de la plaine de lave lunaire appelée la mer de la Tranquillité (Mare Tranquillitatis), à l'est des cratères Sabine et Ritter, au nord du cratère Moltke, et près d'une crevasse officieusement appelé l'« Autoroute américaine numéro 1 ».

## Choix du site
Pendant plus de deux ans, les planificateurs de la NASA ont pris en compte un ensemble de trente sites potentiels pour le premier atterrissage d'un engin habité. À partir de photographies à haute résolution prises par le vaisseau spatial Lunar Orbiter et de photos et données prises par les atterrisseurs non habités Surveyor, cette liste a été réduite à cinq sites situés près de l'équateur lunaire, à des positions comprises entre 45 degrés est et ouest et 5 degrés nord et sud du centre de la face de la Lune faisant face à la Terre ; ils ont été numérotés de 1 à 5 d'est en ouest. Le site numéro 2, centré en 0,7139, 23,70778, a finalement été choisi. Étant donné qu'on ne s'attendait pas à un atterrissage précis lors de la première mission, la zone cible était une ellipse mesurant 18,5 km d'est en ouest par 4,8 km du nord au sud.
Plusieurs facteurs, dont la poussée résiduelle du tunnel reliant le module lunaire au module de commande lors de leur séparation, et une compréhension imparfaite du champ gravitationnel irrégulier de la Lune, ont abouti à des erreurs de navigation et ont dévié le point d'amorce de la descente d'environ 4,8 km, et donc l'ordinateur a ciblé un point d'atterrissage à environ 6,4 km à l'ouest de la cible prévue. Le système automatisé d'Eagle a conduit ce qu'Armstrong a décrit comme un cratère de la taille d'un « terrain de football américain, comprenant un grand nombre de gros rochers, des pierres et un ou deux cratères dans les environs », il a évité ces obstacles en prenant le contrôle manuel et en décidant de se poser un peu plus loin en aval. Malgré cela, l'atterrissage a eu lieu en deçà de la cible prévue.

## Nom
Armstrong nomme le site à 20 h 17 min 58 s UTC, environ 18 secondes après leur atterrissage réussi, en disant :
« Houston, ici la base de la Tranquillité. L'Aigle a atterri ». Lors des entraînements, Armstrong et Aldrin ont exclusivement utilisé l'indicatif Aigle (Eagle) dans le cadre de simulations de conversations avec le sol, à la fois avant et après l'atterrissage[réf. incomplète]. Armstrong et Aldrin décident d'utiliser le nom de base de la Tranquillité juste avant le vol, en n'informant que le contrôleur de vol Charles Duke avant la mission, afin que ce dernier ne soit pas pris par surprise.
Ce nom devient la désignation définitive du site. Contrairement à la plupart des noms donnés aux points de repère lunaires par les astronautes des missions Apollo, l'Union astronomique internationale reconnaît officiellement la désignation de « base de la Tranquillité ». Elle est inscrite sur les cartes lunaires sous le nom Statio Tranquillitatis, conformément à l'utilisation normalisée du latin pour les noms de lieux sur la Lune.

## Galerie

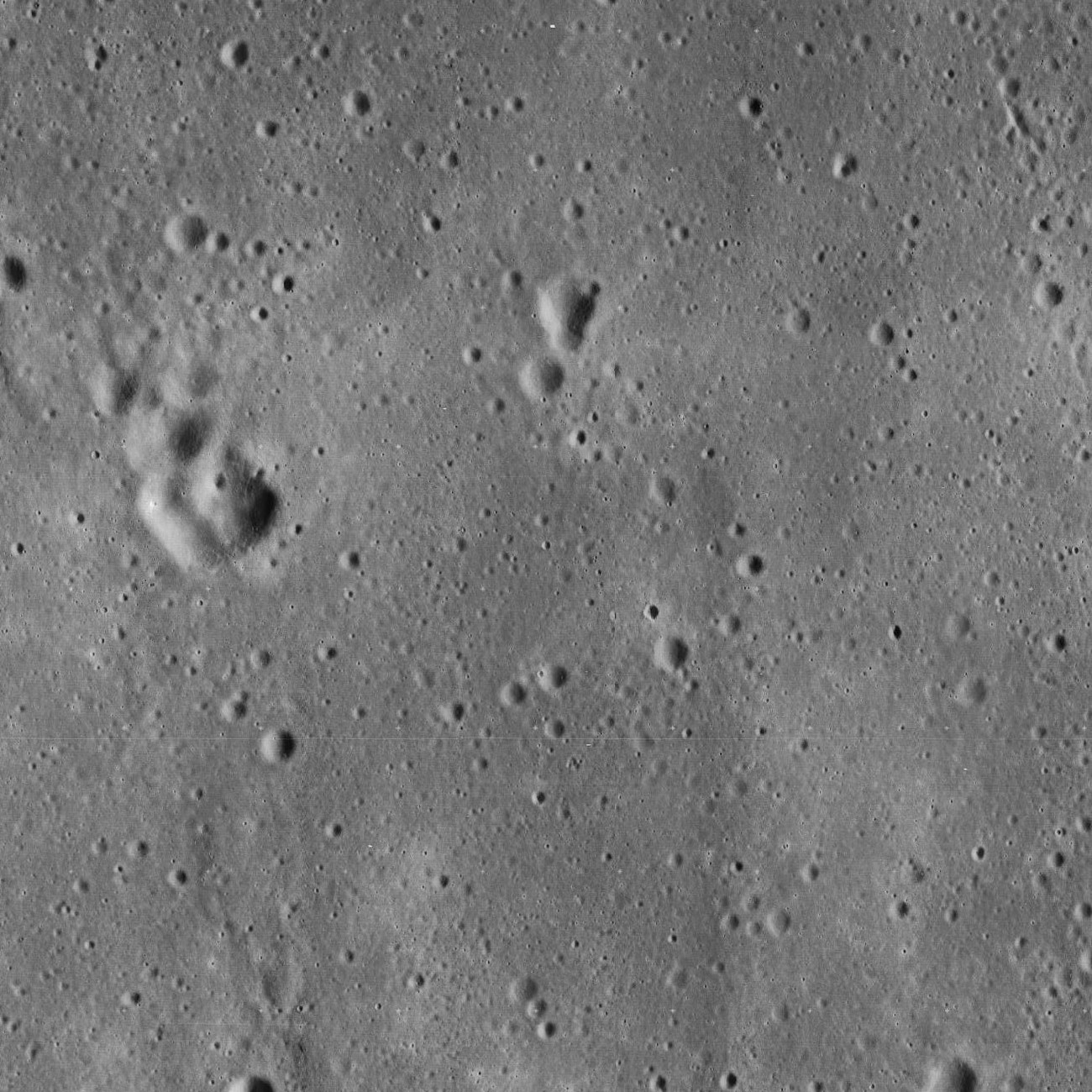
Image prise en 1967 par Lunar Orbiter 5 et recadrée pour montrer la proximité du site d'atterrissage d'Apollo 11, utilisé dans la planification de la mission. L'image est précisément centrée sur un petit cratère (de 190 m de diamètre) appelé Cratère Ouest, et le module lunaire Eagle a touché le sol à environ 550 m à l'ouest de ce cratère. La zone présentée est un carré d'environ 25 × 25 km.
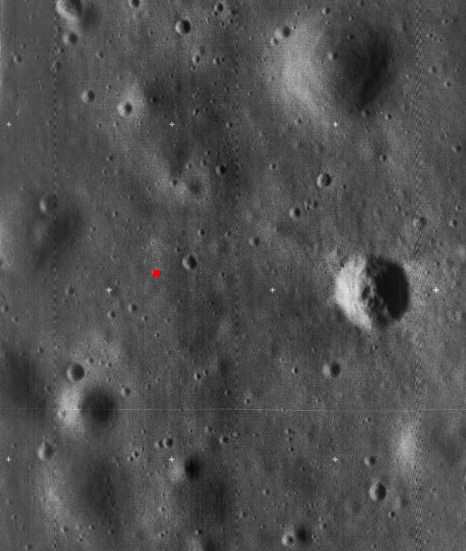
Image haute résolution de Lunar Orbiter 5, recadrée pour montrer le site d'atterrissage d'Apollo 11. Le site d'atterrissage est indiqué par un point rouge. Le cratère proéminent à droite est appelé cratère Ouest et mesure environ 190 m de diamètre.
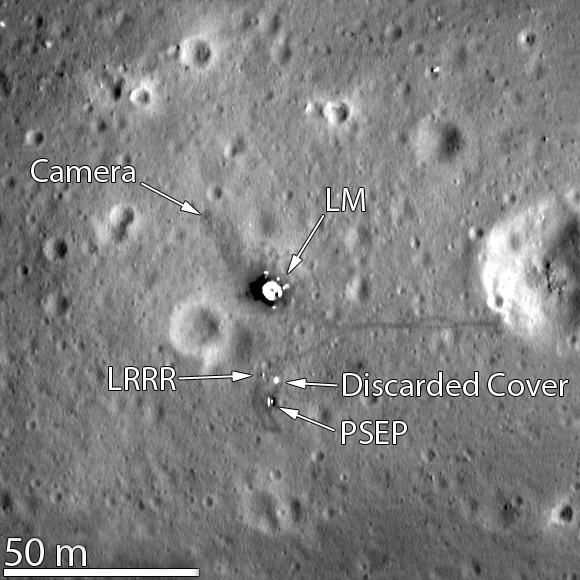
Photo prise par Lunar Reconnaissance Orbiter, le 7 mars 2012. L'étage de descente du module lunaire, le télémètre laser du rétro-réflecteur et le matériel du début des expériences scientifiques d'Apollo peuvent être distingués clairement, ainsi que certains trajets des astronautes, notamment celui emprunté par Armstrong pour visiter un cratère en fin de mission.